# Oconaluftee Indian Village
Oconaluftee Indian Village er et levende museum i byen Cherokee i den vestlige del af staten North Carolina i USA. Museet ligger i Qualla Forvaltningsområdet, hjemsted for Eastern Band of Cherokee Indians, museet drives af Cherokee Historical Association.
Museet er en kopi af en cherokeserlandsby, omkring 1750, og viser hvordan cherokeserne levede på dette tidspunkt. På museet kan man deltage i guidede rundture, hvor der fortælles om stammens liv, og der vises og forklares hvordan man boede, lavede redskaber, fx pilespidser, krukker, kurve, pusterør og kanoer, gik på jagt med mere. Der vises også traditionelle cherokesiske stammedanse, og man kan høre cherokesernes historie og legender genfortalt i rådshytten samt få forklaret hvordan stammens medicinmænd fremstillede medicin af planter.

## Eksterne referencer
- Oconaluftee Indian Village Homepage (engelsk)

35°29′12.36″N 83°19′21.55″V / 35.4867667°N 83.3226528°V